# Louise Philippe Rolandeau
Louise Philippe Rolandeau (1771 - 1807), fou una cantant francesa.
Es distingí particularment en l'Òpera Còmica, i recollí aplaudiment amb Lodoïska, de Cherubini (estrenada al teatre Feydeau de París), i amb L'auberge de Bagnères. Morí víctima del foc, en cremar-se-li el vestit en un moment de descuit durant una actuació.